# .sn
.sn е интернет домейн от първо ниво за Сенегал. Представен е през 1993 г. Администрира се от NIC Senegal.

## Домейни от второ ниво
- art.sn
- com.sn
- edu.sn
- gouv.sn
- org.sn
- perso.sn
- univ.sn